# The Life I Live
"The Life I Live" is de tweede single van de Haagse beatgroep Q65. Het liedje stond op hun debuutalbum (Revolution) en de single werd in mei 1966 door Decca Records (toen onderdeel van Phonogram Records) uitgebracht. Op de B-kant stond het liedje "Cry in the Night". Beide liedjes werden in de nacht van 5 op 6 mei 1966 opgenomen in de Phonogram Studio in Hilversum, met Hans van Hemert als producer en Jan Audier als geluidstechnicus.

## Achtergrond
"The Life I Live" gaat onder meer over het huwelijksfeest van Q65-gitarist Joop Roelofs.
Phonogram bedacht een publiciteitsstunt, waarbij de band in juni dat jaar in een rubberen motorbootje naar Londen zou reizen om daar de single te promoten. In een muziekblad verschenen foto's waarop Q65 werd voortgesleept door een grotere boot met fotografen. Er waren geen werkvergunningen geregeld, waardoor Q65 niet mocht optreden en na wat interviews en fotoshoots weer terugkeerde naar Nederland op zondag 5 juni 1966.
In oktober 2010 trad Moke in het kader van de Nationale Nederpop Nacht op met een vertolking van "The Life I Live". De oorspronkelijke versie van Q65 werd in het najaar van 2011 gebruikt als begintune van de Nederlandse politieserie Seinpost Den Haag.

## Hitnoteringen
De single was in commercieel opzicht een succes en bereikte een vijfde plaats in de Nederlandse Top 40. Ook in de Top 2000 van NPO Radio 2 is het een jaarlijks terugkerend nummer.

### Nederlandse Top 40
| Hitnotering in de Nederlandse Top 40: | Hitnotering in de Nederlandse Top 40: | Hitnotering in de Nederlandse Top 40: | Hitnotering in de Nederlandse Top 40: | Hitnotering in de Nederlandse Top 40: | Hitnotering in de Nederlandse Top 40: | Hitnotering in de Nederlandse Top 40: | Hitnotering in de Nederlandse Top 40: | Hitnotering in de Nederlandse Top 40: | Hitnotering in de Nederlandse Top 40: | Hitnotering in de Nederlandse Top 40: | Hitnotering in de Nederlandse Top 40: | Hitnotering in de Nederlandse Top 40: | Hitnotering in de Nederlandse Top 40: | Hitnotering in de Nederlandse Top 40: | Hitnotering in de Nederlandse Top 40: |
| Week:                                 | 1                                     | 2                                     | 3                                     | 4                                     | 5                                     | 6                                     | 7                                     | 8                                     | 9                                     | 10                                    | 11                                    | 12                                    | 13                                    | 14                                    |                                       |
| ------------------------------------- | ------------------------------------- | ------------------------------------- | ------------------------------------- | ------------------------------------- | ------------------------------------- | ------------------------------------- | ------------------------------------- | ------------------------------------- | ------------------------------------- | ------------------------------------- | ------------------------------------- | ------------------------------------- | ------------------------------------- | ------------------------------------- | ------------------------------------- |
| Positie:                              | 40                                    | 19                                    | 11                                    | 8                                     | 6                                     | 5                                     | 5                                     | 7                                     | 7                                     | 7                                     | 14                                    | 17                                    | 24                                    | 38                                    | uit                                   |

### NPO Radio 2 Top 2000
| Nummer met noteringen in de NPO Radio 2 Top 2000 | '99 | '00 | '01 | '02 | '03 | '04 | '05 | '06 | '07 | '08 | '09 | '10 | '11 | '12 | '13 | '14 | '15  | '16  | '17  | '18  | '19  | '20  | '21  | '22  | '23  |
| ------------------------------------------------ | --- | --- | --- | --- | --- | --- | --- | --- | --- | --- | --- | --- | --- | --- | --- | --- | ---- | ---- | ---- | ---- | ---- | ---- | ---- | ---- | ---- |
| The Life I Live                                  | 675 | 429 | 460 | 590 | 372 | 536 | 633 | 532 | 804 | 571 | 488 | 679 | 568 | 784 | 967 | 824 | 1034 | 1124 | 1172 | 1332 | 1462 | 1692 | 1693 | 1938 | 1913 |

1. ↑  Een vetgedrukt getal geeft de hoogste notering aan.
2. ↑  Deze tabel is bijgewerkt tot en met de laatste editie (2024).

### Evergreen Top 1000
| Evergreen Top 1000 "The Life I Live" | Evergreen Top 1000 "The Life I Live" | Evergreen Top 1000 "The Life I Live" | Evergreen Top 1000 "The Life I Live" | Evergreen Top 1000 "The Life I Live" | Evergreen Top 1000 "The Life I Live" | Evergreen Top 1000 "The Life I Live" | Evergreen Top 1000 "The Life I Live" | Evergreen Top 1000 "The Life I Live" | Evergreen Top 1000 "The Life I Live" | Evergreen Top 1000 "The Life I Live" | Evergreen Top 1000 "The Life I Live" | Evergreen Top 1000 "The Life I Live" | Evergreen Top 1000 "The Life I Live" | Evergreen Top 1000 "The Life I Live" | Evergreen Top 1000 "The Life I Live" | Evergreen Top 1000 "The Life I Live" |
| Jaar                                 | 2008                                 | 2009                                 | 2010                                 | 2011                                 | 2012                                 | 2013                                 | 2014                                 | 2015                                 | 2016                                 | 2017                                 | 2018                                 | 2019                                 | 2020                                 | 2021                                 | 2022                                 | 2023                                 |
| ------------------------------------ | ------------------------------------ | ------------------------------------ | ------------------------------------ | ------------------------------------ | ------------------------------------ | ------------------------------------ | ------------------------------------ | ------------------------------------ | ------------------------------------ | ------------------------------------ | ------------------------------------ | ------------------------------------ | ------------------------------------ | ------------------------------------ | ------------------------------------ | ------------------------------------ |
| Positie                              | -                                    | -                                    | -                                    | -                                    | -                                    | -                                    | -                                    | 136                                  | 141                                  | 117                                  | 210                                  | 205                                  | 271                                  | 235                                  | 288                                  | 284                                  |